# Sint Nicolaas (Aruba)
Sint Nicolaas of San Nicolas is een regio en plaats in het zuidoosten van Aruba op 19 kilometer van Oranjestad. De stad ligt aan de Sint-Nicolaasbaai en is met een bevolking van 15.283 (2010) inwoners de op een na grootste plaats op het eiland.

## Olieraffinaderij
In de stad opende in 1924 de Lago
een olieoverslagbedrijf, die in 1928 uitbreidde met een olieraffinaderij, die veel mensen van werk voorzag. Dagelijks raffineerde deze raffinaderij 275.000 vaten.
In de Tweede Wereldoorlog is de raffinaderij tevergeefs aangevallen door de Duitsers, wel is het gelukt om een aantal tankers tot zinken te brengen. Na de Tweede Wereldoorlog heeft de raffinaderij ervoor gezorgd dat Aruba een van de meest welvarende eilanden werd in het Caribisch gebied. De raffinaderij zorgde ervoor veel arbeidsplaatsen en er waren werknemers in dienst uit meer dan 50 landen. Omdat het een bedrijf uit de Verenigde Staten betrof, werkten hier veel Amerikanen. Deze Amerikanen werden veelal gehuisvest in de nabijgelegen plaats Seroe Colorado, waar grote riante huizen werden neergezet. Nadat de Lago de verouderde raffinaderij verliet in 1986, verlieten ook de werknemers het eiland. Nu staat Seroe Colorado er grotendeels verlaten bij, en lijkt het meer op een spookdorp met grote leegstaande, verpauperde villa's.
In 1991 werd de raffinaderij weer heropend, ditmaal was het Coastal Oil Company die de leiding in handen had. In 2004 werd de leiding overgenomen door het Texaanse bedrijf Valero. Sinds 2012 is de raffinaderij gesloten.

## Prostitutie
Sint Nicolaas heeft als enige plaats van Aruba legale prostitutie. Deze is ontstaan in de jaren 70 en 80 en hield mogelijk verband met de aanwezigheid van veel buitenlandse werknemers.

## Bezienswaardigheden
Na het sluiten van de olieraffinaderij in 2012 zijn veel arbeiders weggetrokken en werd Sint Nicolaas een slaperig stadje. In 2016 is het roer omgegooid. In het dorpscentrum werd een aantal gebouwen met de status van monument gerestaureerd, zoals de Nicolaas Store, Uncle Louis Store en de Watertoren San Nicolas. Musea stonden in de steigers en de tweede stad van het eiland werd de thuisbasis voor de allereerste Aruba Art Fair.
In de aanloop naar dit nu jaarlijks terugkerende internationale kunst- en cultuurfestival, zijn kunstenaars en street artists uit binnen- en buitenland hard aan de slag gegaan om verlaten panden en in verval geraakte muren van de nodige kleur te voorzien. Een scala aan prachtige muurschilderingen en kunstinstallaties siert nu een groot deel van stad met de bijnaam Sunrise City.
In Sint Nicolaas zijn drie musea te vinden:
- San Nicolas Community Museum (geopend in 2017 en gevestigd in het pand bekend als Nicolaas Store)[6]
- Industriemuseum (gevestigd in de Watertoren San Nicolas)[7]
- Modeltreinenmuseum (geopend in 2001 op de begane grond van een woonhuis)[5]

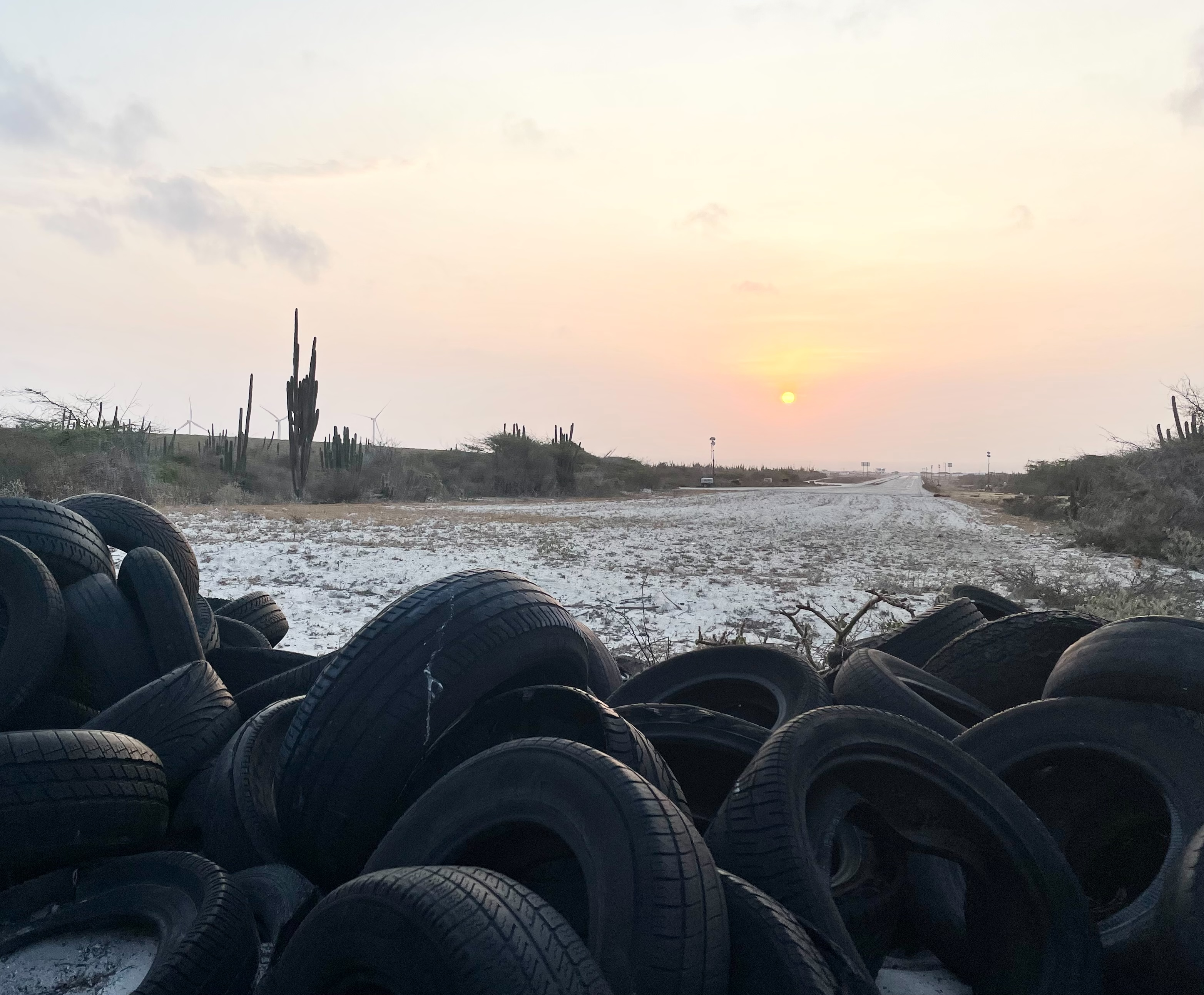
Palo Marga racebaan

In de nabijheid van San Nicolas ligt een racebaan, de Palo Marga international raceway park, vooral gebruikt voor dragraces.

## Verkeer en vervoer
Er is een hoofdautoweg naar Sint Nicolaas, die tussen Oranjestad en Pos Chikito tweebaans is.
Sint Nicolaas is met openbaar vervoer bereikbaar vanuit Oranjestad met verschillende buslijnen die elk een iets andere route volgen  (lijnen 1, 2, 2A, 2B, 2C, 3 en 3A).
De centrale bushalte bevindt zich aan de Bernard van de Veen Zeppenfeldstraat.

## Geboren
- Bobby Farrell (1949-2010), zanger
- Adi Martis (1944), kunsthistoricus
- Xander Bogaerts (1992), honkballer
- Lloyd Richardson (1950), politicus en arts
- Quito Nicolaas (1955), schrijver, dichter en essayist
- Lasana M. Sekou (1959), dichter, schrijver en uitgever

## Afbeeldingen

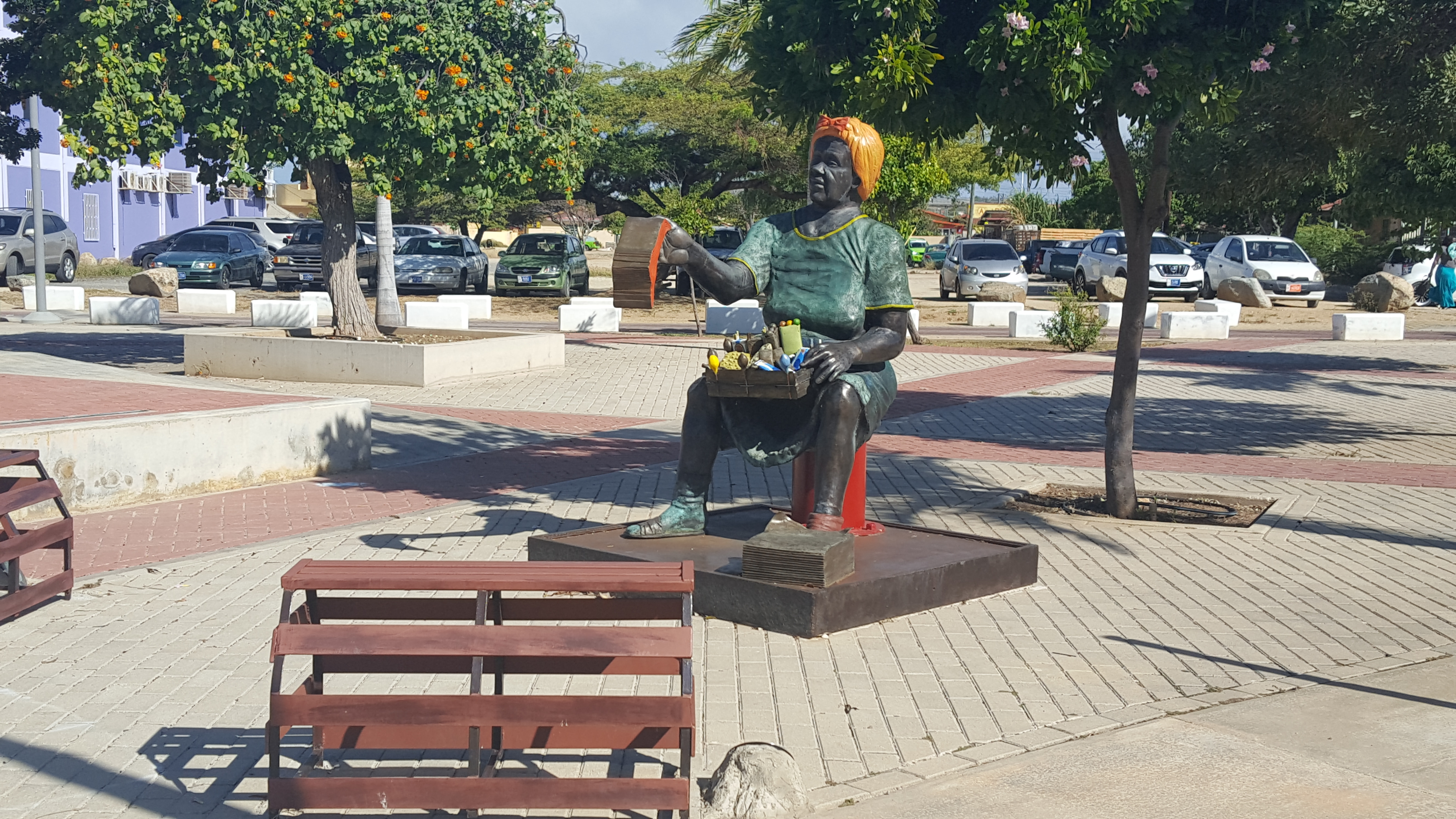
Standbeeld "Lolita" op het centrale plein van San Nicolas
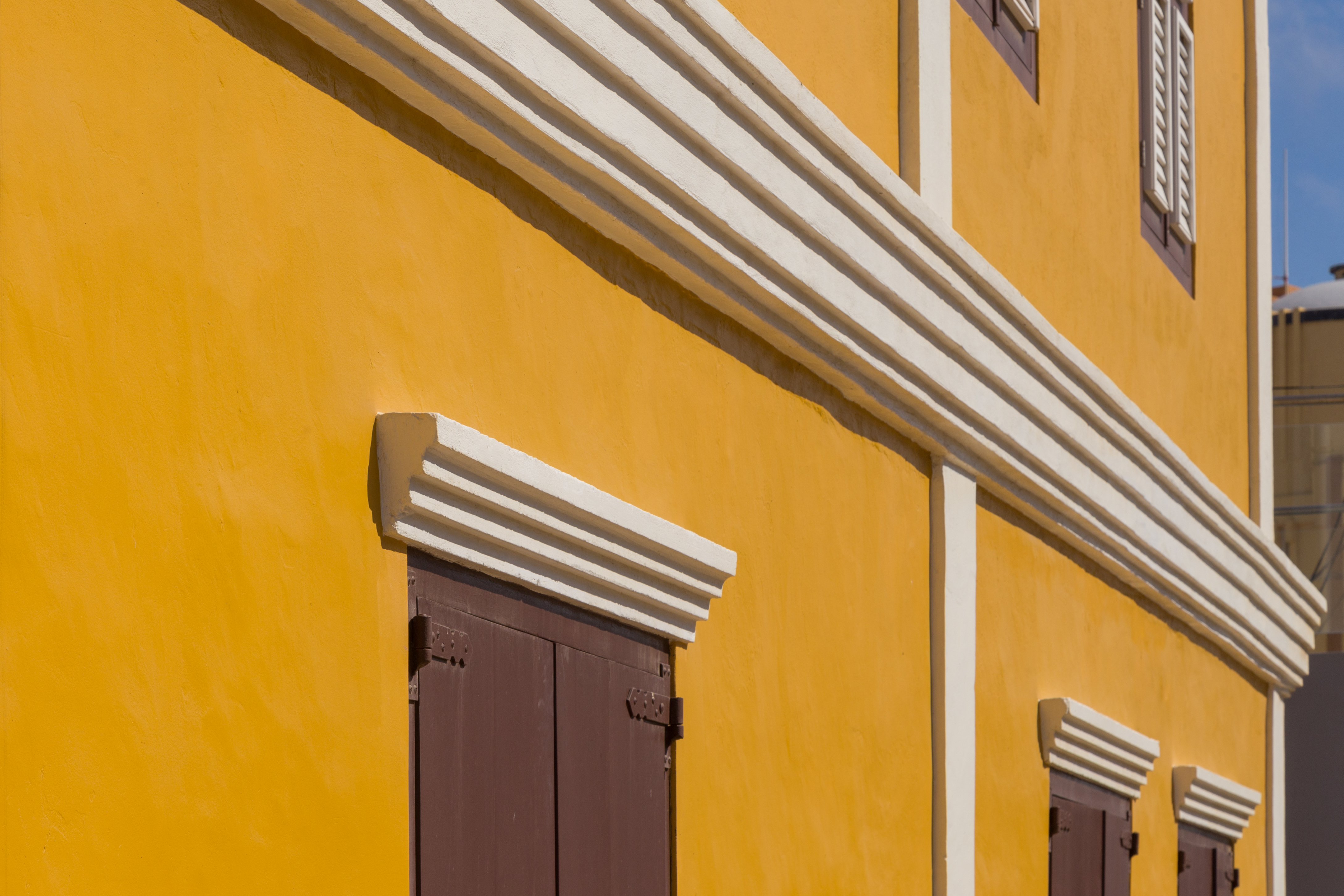
Facade Nicolaas Store
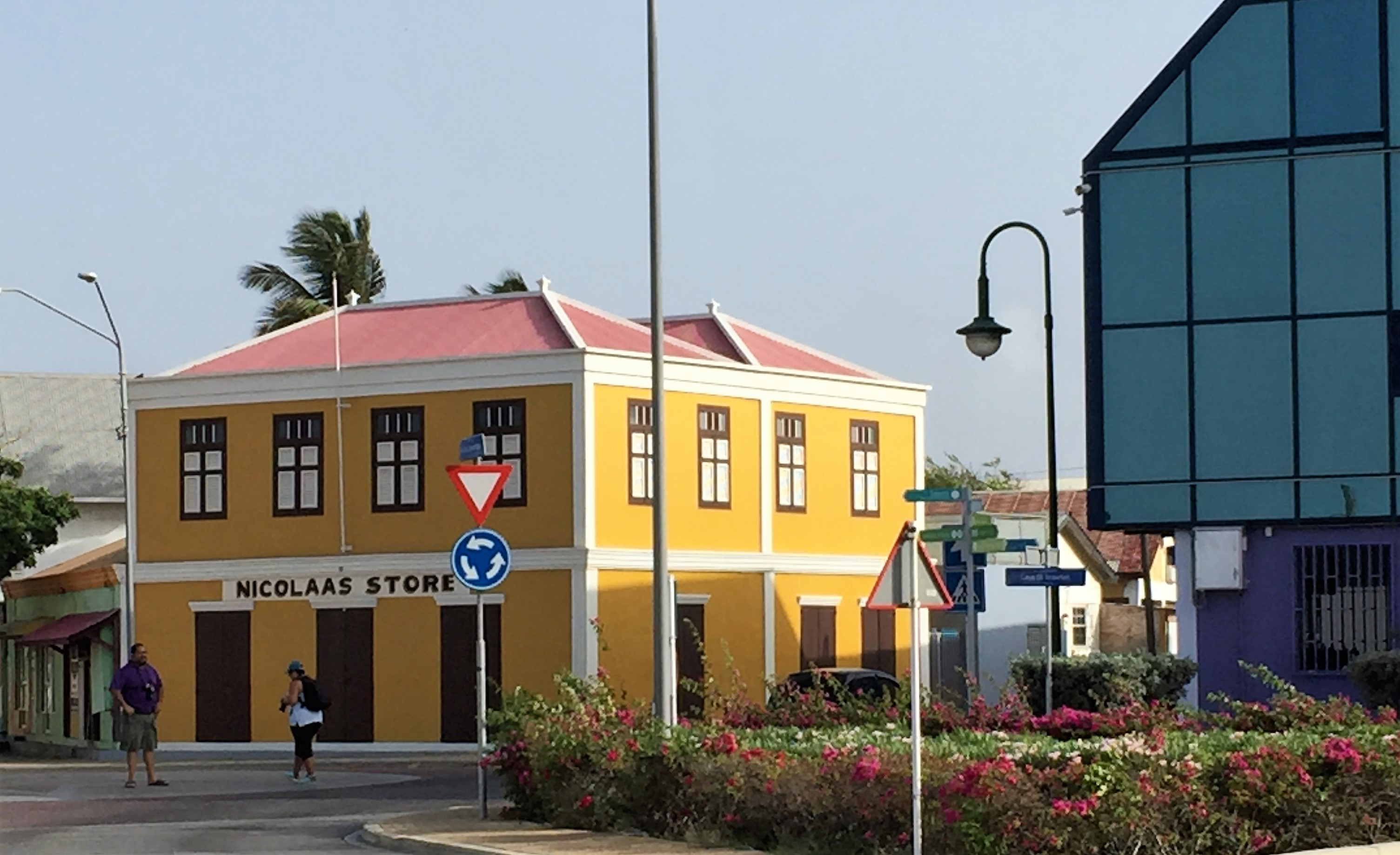
Gemeenschapsmuseum San Nicolas
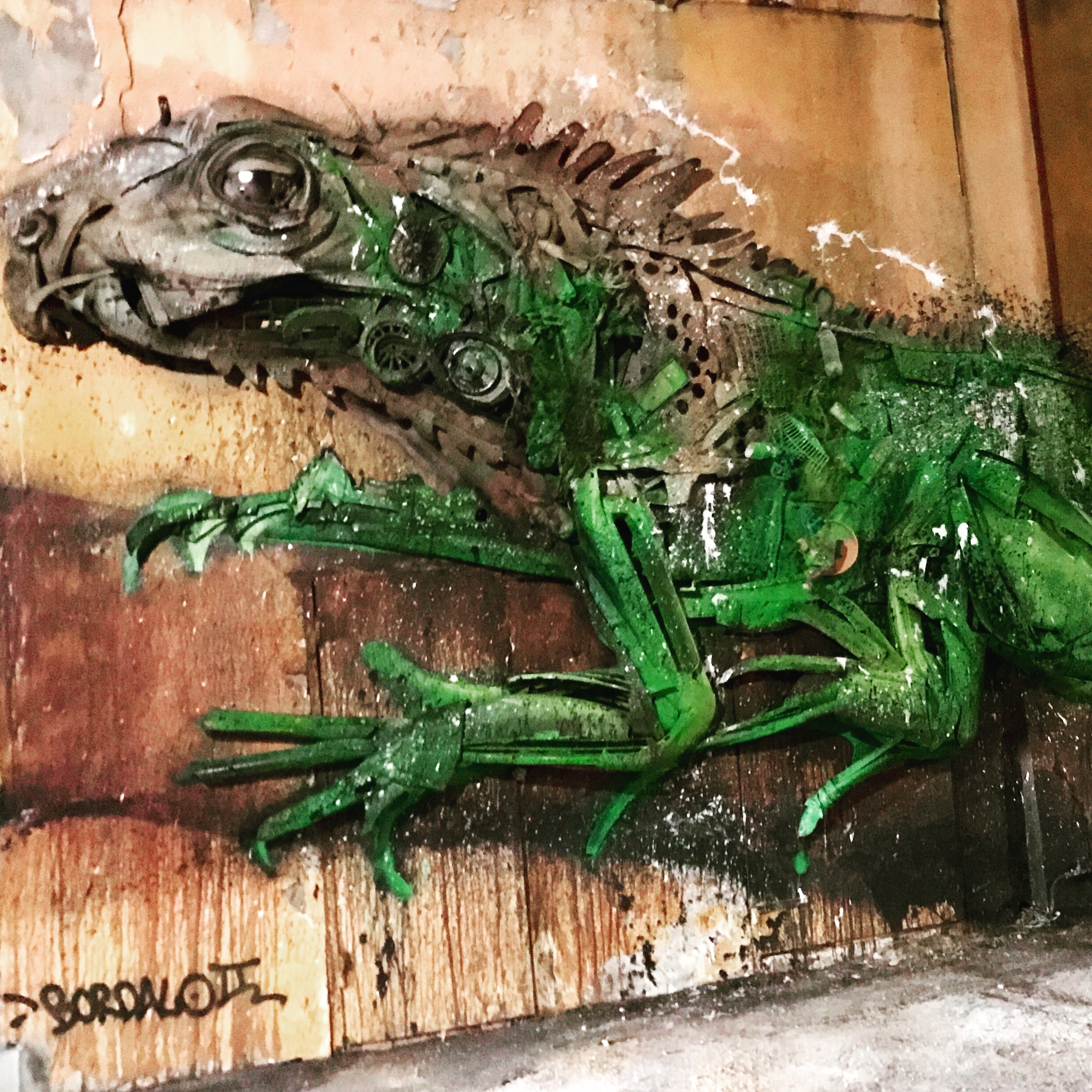
Muurschildering "Yuwana" van Bordalo II
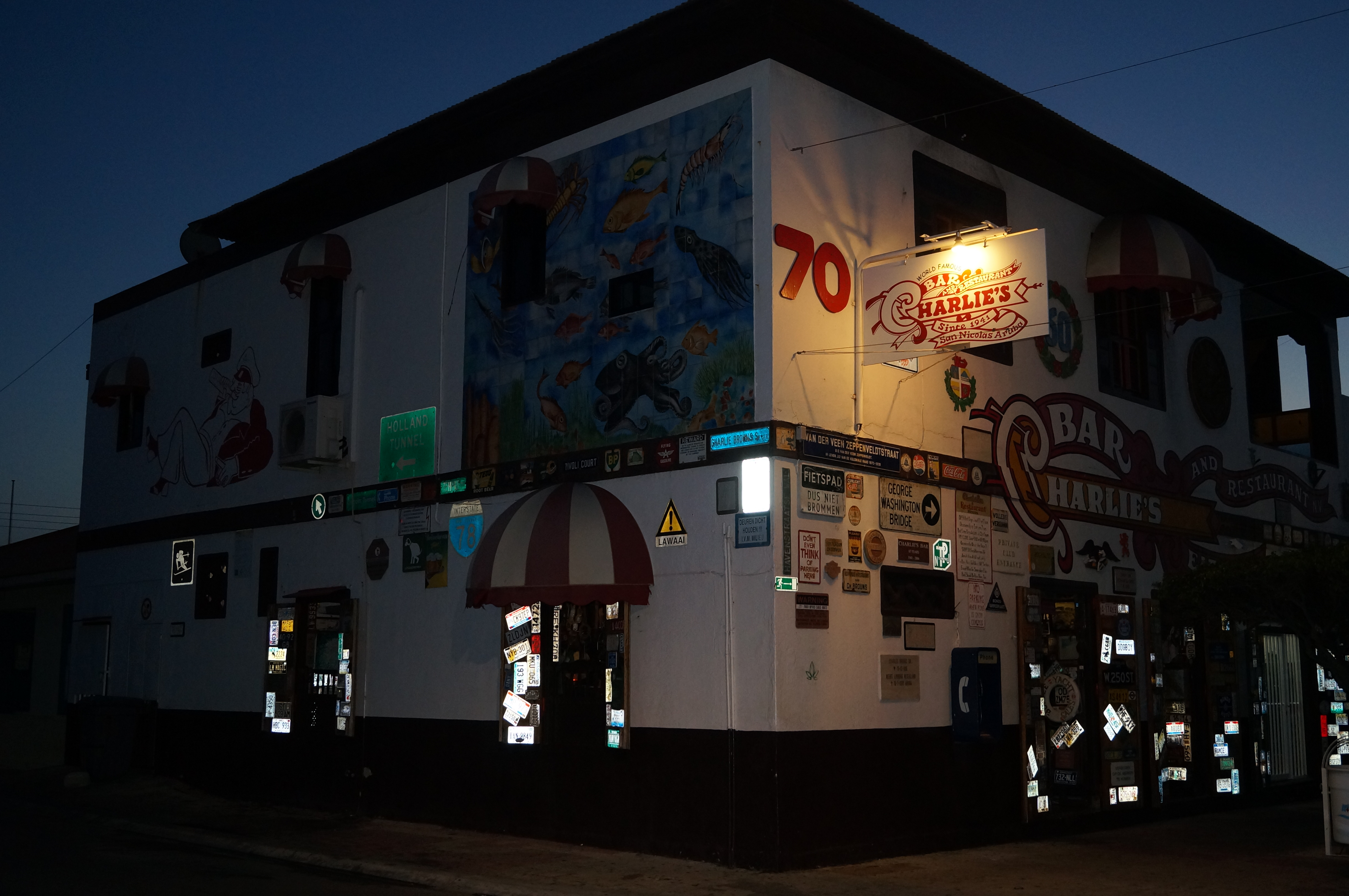
Charlie's bar
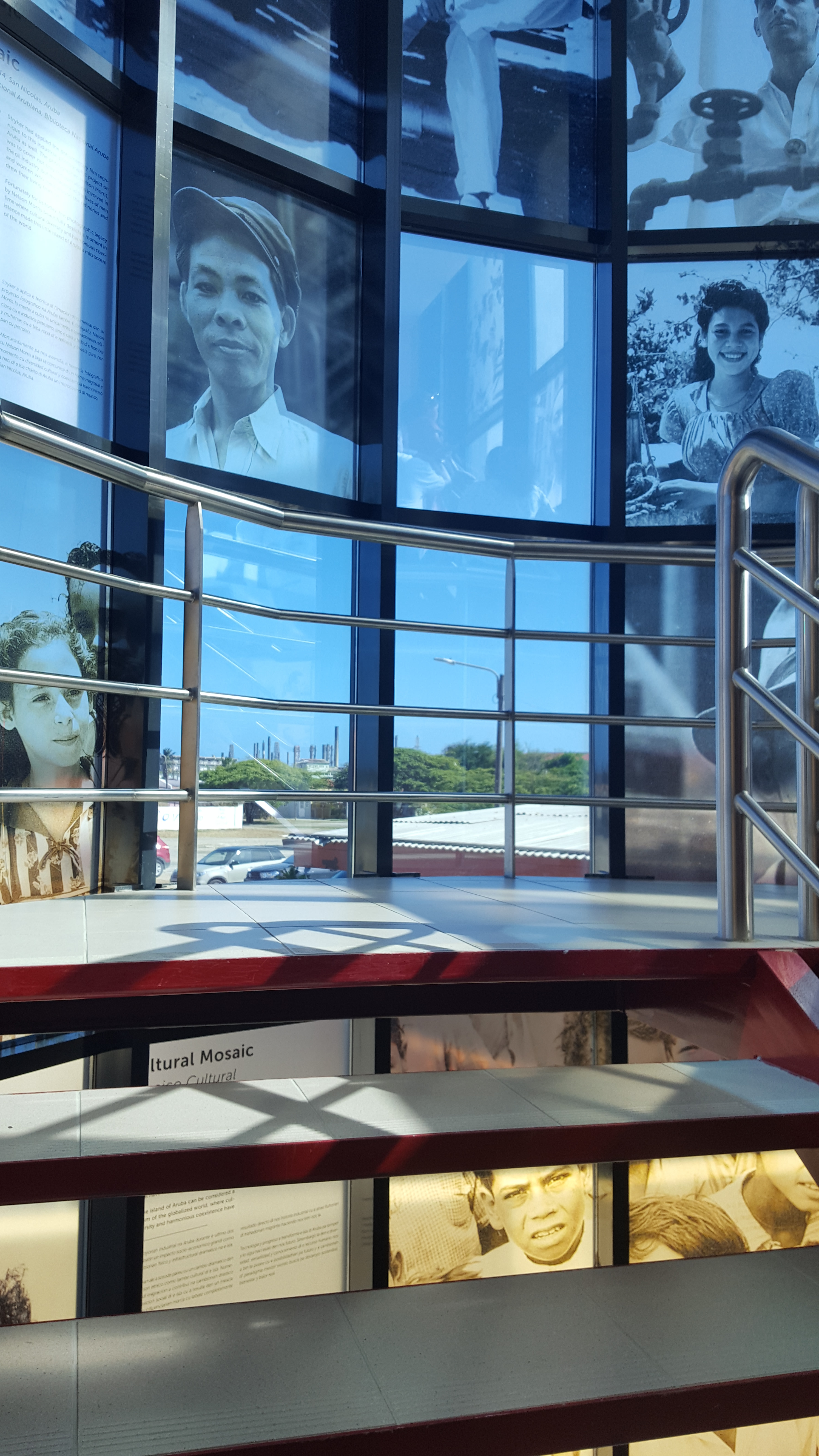
Interieur van het industriemuseum